# Graphopsocus
Graphopsocus — род сеноедов семейства Stenopsocidae.

## Описание
Крылья с крупными чёткими пятнами. pt широкая, клиновидная, её длина не белее чем в три раза превышает в ширину. Край заднего крыла без волосков..

## Систематика
В составе семейства:
- Graphopsocus cruciatus (Linnaeus, 1768)